# Galeaspida
Los galeáspidos (Galeaspida) son una clase extinta de peces agnatos que vivieron tanto en agua dulce como en el mar desde el Silúrico Medio al Devónico Inferior (430 a 370 millones de años atrás). Sus fósiles se han hallado en China y Vietnam.

## Características
Su morfología es superficialmente más similar a la de los heterostráceos que a la de los osteostráceos, ya que no existen evidencias de que los galeáspidos tuvieran aletas pares. No obstante, se consideran más relacionados con los osteostráceos ya que la morfología del escudo cefálico es más similar a la de estos. El cuerpo estaba cubierto por diminutas escamas ordenadas en filas oblicuas y solo poseían aleta caudal.
Los galeáspidos tenían una gran abertura en la superficie dorsal del escudo cefálico que conectaba con la faringe y con la cámara branquial, que tal vez servía tanto como órgano olfatorio como de entrada del agua oxigenada, como el conducto nasofaríngeo de los actuales mixinos.

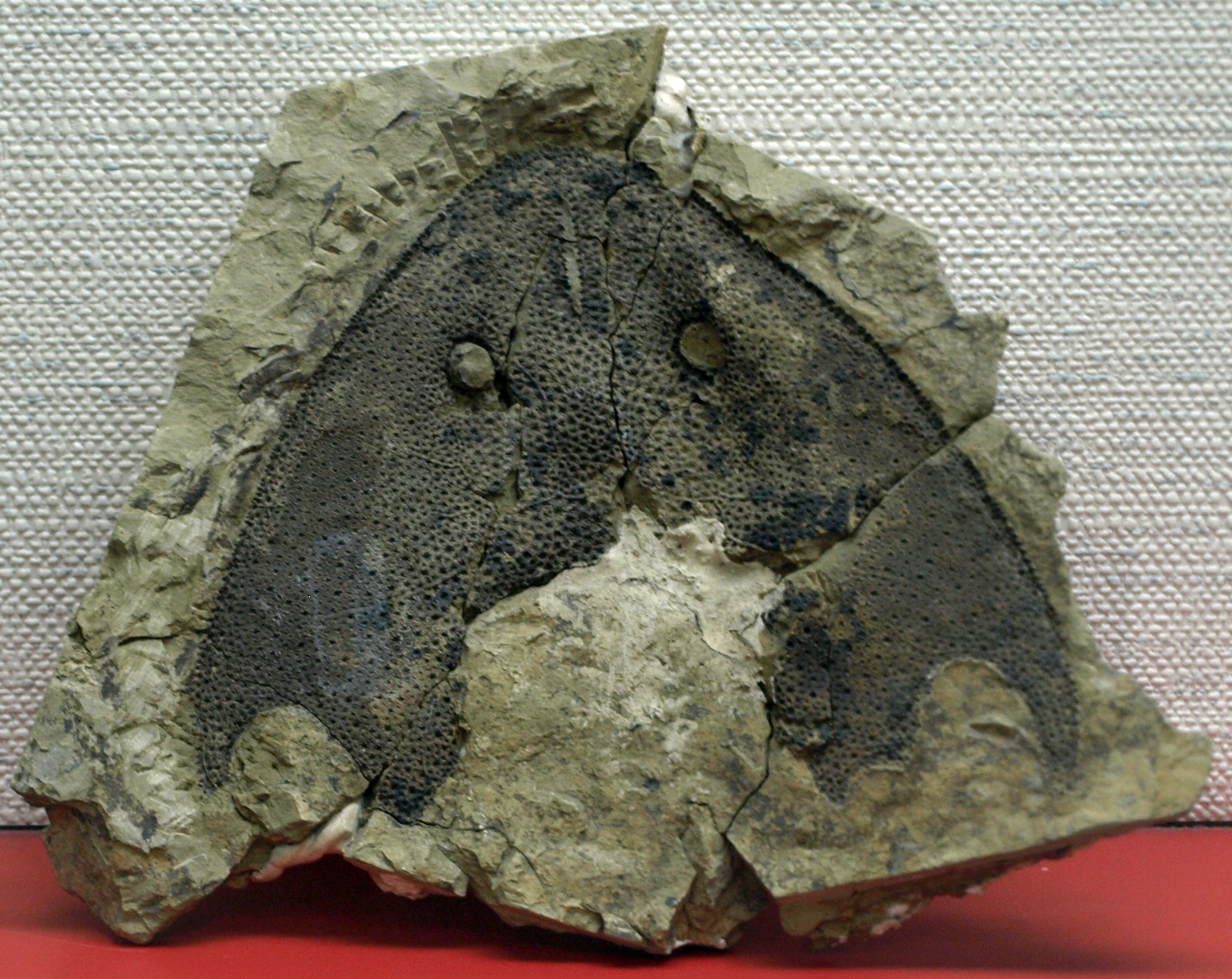
Escudo cefálico de Nochelaspis

La boca y las aberturas branquiales estaban situadas en la cara ventral de la cabeza, que era plana, sugiriendo que eran animales bentónicos. Los galeáspidos son los vertebrados con mayor número de branquias; algunas especies del orden Polybranchiaspidida tienen más de 45 aberturas branquiales.

## Taxonomía
Se conocen unas 70 especies repartidas en dos órdenes:
- Eugaleaspidiformes
- Polybranchiaspidida